# Jürgen Klinsmann
Jürgen Klinsmann, nekdanji nemški nogometaš, * 30. julij 1964, Göppingen, Baden-Württemberg, Zahodna Nemčija.
Sodeloval je na nogometnemu delu poletnih olimpijskih iger leta 1988. Leta 2006 je bil selektor nemške ekipe na svetovnem prvenstvu v Nemčiji.V sezoni 2008-2009 je bil trener pri Bayernu, od leta 2011 do 2016 je vodil nogometno reprezentanco ZDA.